# Marcel Ciolacu
Ion-Marcel Ciolacu (Buzău, 28 de noviembre de 1967) es un político rumano. Fue primer ministro de Rumania desde el 15 de junio de 2023 hasta su renuncia el 6 de mayo de 2025, y líder del Partido Socialdemócrata (PSD). Previamente ejerció como Presidente de la Cámara de Diputados.

## Biografía
Anteriormente un político poco conocido fuera del condado de Buzău, Ciolacu tuvo prominencia nacional cuando se convirtió en vice primer ministro en 2018 en el gabinete del primer ministro Mihai Tudose.
En 2019, Ciolacu ganó el cargo de Presidente de la Cámara de Diputados, con 172 votos a favor y 120 en contra.
Tras la abrumadora derrota de la nueva líder del PSD, Viorica Dăncilă, en las elecciones presidenciales rumanas de 2019, el 26 de noviembre de 2019 Ciolacu fue nombrado líder del partido, en primer lugar ad-interim, hasta que fue confirmado en el cargo por el congreso del partido al año siguiente, el 22 de agosto de 2020.
Ciolacu llevó al partido a su victoria en las elecciones legislativas rumanas de 2020, pero no pudo formar una coalición mayoritaria en el nuevo legislativo. Otros partidos que se oponían al PSD formaron una nueva coalición el 23 de diciembre y formaron el nuevo gobierno, empujando así al PSD de Ciolacu a la oposición. Sin embargo, en 2021, tras la crisis política que llevó al colapso del Gabinete de Florin Cîțu, se las arregló para devolver al PSD al gobierno, formando un gabinete con su antiguo rival, el Partido Nacional Liberal.
Se le ha descrito como adherido a la ideología del nacionalismo de izquierda y el conservadurismo social. Se opone al matrimonio entre personas del mismo sexo y al progresismo social.

## Enlaces exteros
- Wikimedia Commons alberga una categoría multimedia sobre Marcel Ciolacu.
- Twitter de Marcel Ciolacu
- Biografía por CIDOB (en español)

- Datos: Q21179176
- Multimedia: Marcel Ciolacu / Q21179176